# Джексонс-Арм
Джексонс-Арм (англ. Jackson's Arm) — містечко в Канаді, у провінції Ньюфаундленд і Лабрадор.

## Населення
За даними перепису 2016 року, містечко нараховувало 284 особи, показавши скорочення на 12,1%, порівняно з 2011-м роком. Середня густина населення становила 40,4 осіб/км².
З офіційних мов обидвома одночасно не володів жоден з жителів, тільки англійською — 280.
Працездатне населення становило 54,1% усього населення, рівень безробіття — 45,5% (35,3% серед чоловіків та 43,8% серед жінок). 93,9% осіб були найманими працівниками.

## Клімат
Середня річна температура становить 3,2°C, середня максимальна – 18,7°C, а середня мінімальна – -14°C. Середня річна кількість опадів – 1 039 мм.
| Клімат поселення                              | Клімат поселення | Клімат поселення | Клімат поселення | Клімат поселення | Клімат поселення | Клімат поселення | Клімат поселення | Клімат поселення | Клімат поселення | Клімат поселення | Клімат поселення | Клімат поселення | Клімат поселення |
| Показник                                      | Січ.             | Лют.             | Бер.             | Квіт.            | Трав.            | Черв.            | Лип.             | Серп.            | Вер.             | Жовт.            | Лист.            | Груд.            |                  |
| Середній максимум, °C                         | −3,19            | −3,97            | 0,34             | 5,67             | 10,43            | 16,03            | 18,23            | 18,67            | 13,86            | 8,46             | 3,56             | −1,77            |                  |
| Середня температура, °C                       | −8,22            | −8,99            | −4,71            | 0,64             | 5,40             | 11,00            | 15,26            | 15,69            | 10,86            | 5,47             | 0,56             | −4,74            |                  |
| Середній мінімум, °C                          | −13,24           | −14,02           | −9,76            | −4,39            | 0,36             | 5,98             | 12,29            | 12,71            | 7,91             | 2,51             | −2,39            | −7,73            |                  |
| Норма опадів, мм                              | 90               | 77               | 66               | 63               | 75               | 87               | 90               | 101              | 101              | 104              | 94               | 91               |                  |
| Середньомісячна швидкість вітру, м/с          | 6.11             | 5.74             | 5.69             | 5.29             | 4.80             | 4.60             | 4.34             | 4.49             | 5.00             | 5.32             | 5.82             | 6.15             |                  |
| Середньомісячна сонячна радіація, кДж/м²·день | 3681             | 6765             | 10982            | 14545            | 17580            | 18874            | 18463            | 15521            | 11360            | 6754             | 3752             | 2745             |                  |
| --------------------------------------------- | ---------------- | ---------------- | ---------------- | ---------------- | ---------------- | ---------------- | ---------------- | ---------------- | ---------------- | ---------------- | ---------------- | ---------------- | ---------------- |
| Джерело:                                      |                  |                  |                  |                  |                  |                  |                  |                  |                  |                  |                  |                  |                  |